# Galtür

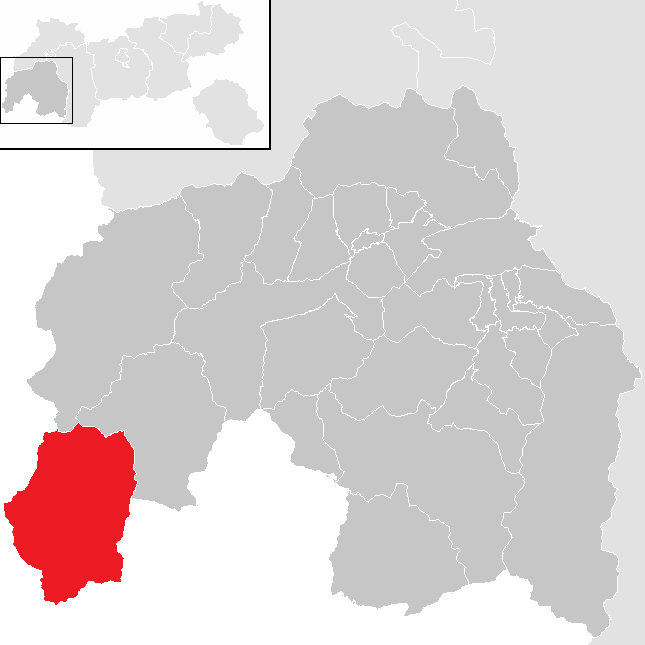
Położenie gminy Galtür

Galtür – uzdrowiskowa gmina w Austrii, w kraju związkowym Tyrol, w powiecie Landeck. Leży w dolinie Paznaun, pośród alpejskich trzytysięczników. Liczba ludności w gminie wynosi 790 osób (1 stycznia 2015), co daje siedem mieszkańców na km². Głównym źródłem dochodów Galtür jest turystyka.
Od 22 kwietnia 1997 Galtür jest pierwszą w Tyrolu, gminą uzdrowiskową.

## Położenie
Galtür leży na wysokości 1584 m n.p.m. w dolinie Paznaun, pomiędzy dwoma łańcuchami górskimi: Samnaungruppe i Verwallgruppe. Sąsiednią gminą jest Ischgl. Od 1953 Galtür łączy z doliną Montafon w Vorarlbergu droga B188 (Silvretta-Hochalpenstraße).

## Historia
W Galtür spotykają się trzy kręgi kulturowe: Romanów, Alemanów i Bawarów. Charakter miejscowości ukształtowały poza tym nacje zasiedlające je z trzech stron świata: Engadynie przybyli z południa, Walserzy i Vorarlbergowie z zachodu i Tyrolczycy ze wschodu. Nazwa Galtür (od cultura) pochodzi od kultury rolnej, głównej działalności Engadynów.
Całe wieki natura nie oszczędzała mieszkańców Galtür. Przekazy ustne mówią o niekończącym się łańcuchu katastrof: lawinach i powodziach, osunięciach ziemi i skał. Mimo to w źródłach odnaleźć też można liczne wzmianki o stale rosnącym dobrobycie. Energiczni i wizjonerscy duchowni z Galtür uczynili z niego w XVIII wieku znane i cenione miejsce pielgrzymek. W XIX wieku zbudowano w związku z tym pierwsze drogi w całej dolinie Paznaun.
W wieku XIX handel jako główne źródło dochodu mieszkańców, zaczął zamierać, a zaczęły pojawiać się pierwsze oznaki zainteresowania turystów. Powstały liczne schroniska, tak jak pierwsze z nich – Jamtalhütte – i niebawem także hotele. Miejscowości zaczęto przypisywać coraz większe znaczenie w turystyce, przez co także mieszkańcy znaleźli dodatkowe źródło utrzymania.
23 lutego 1999 Galtür nawiedziła lawina, która pozbawiła życia 31 osób. Sytuację utrudniły dodatkowo silne opady śniegu w lutym 1999, które odcięły miejscowość od świata i sprawiły, że niosące pomoc organizacje (Międzynarodowy Ruch Czerwonego Krzyża i Czerwonego Półksiężyca, Górskie Pogotowie Ratunkowe oraz austriackie i niemieckie wojsko) mogły dotrzeć do Galtür tylko za pomocą śmigłowca.

### Kalendarium
- 1146 – pierwsze wzmianki o gminie Galtür
- 1320 – drugie zasiedlenie Galtür przez Walserów
- 1359 – budowa pierwszego kościoła
- 1460 – utworzenie pierwszego własnego sądownictwa
- 1565 – odłączenie Galtür od parafii Ardez i przyłączenie do dekanatu Montafon
- 1622 – splądrowanie Galtür przez Engadynów
- 1876 – powstanie pierwszej szkoły
- 1928-31 – budowa zbiornika retencyjnego Vermunt
- 1938-51 – budowa zbiornika retencyjnego Silvrettau
- 1950 – pierwszy wyciąg narciarski w Galtür
- 1962-69 – budowa zbiornika retencyjnego Kops
- 1980 – otwarcie Centrum Kultury i Sportu
- 1999 – zejście lawiny (23 lutego 1999), Budowa Alpinarium[2]

## Alpinarium
W Alpinarium w Galtür mieszczą się: wystawy informacyjne, ścianka wspinaczkowa, kawiarnia z tarasem słonecznym, kawiarenka internetowa i sale konferencyjne.
Po lawinie z 1999, w ramach kompleksowej ochrony, wybudowany został szereg instalacji zapobiegający podobnemu nieszczęściu w przyszłości, między innymi zapora ochronna Galtür o 234 metrach długości i 19 m wysokości. Centralnym elementem zapory stało się Alpinarium. Budynek jest szczególnie imponujący ze względu na nowoczesne wyposażenie wewnątrz i korespondującą z naturą architekturą na zewnątrz. W Alpinarium znajduje się ponadto sala poświęcona pamięci ofiar z 23 lutego 1999.
Alpinarium dysponuje audytorium wyposażonym w nowoczesny sprzęt służący przy organizacji seminariów. Dwie sale konferencyjne pomieszczą 80 osób.

## Turystyka

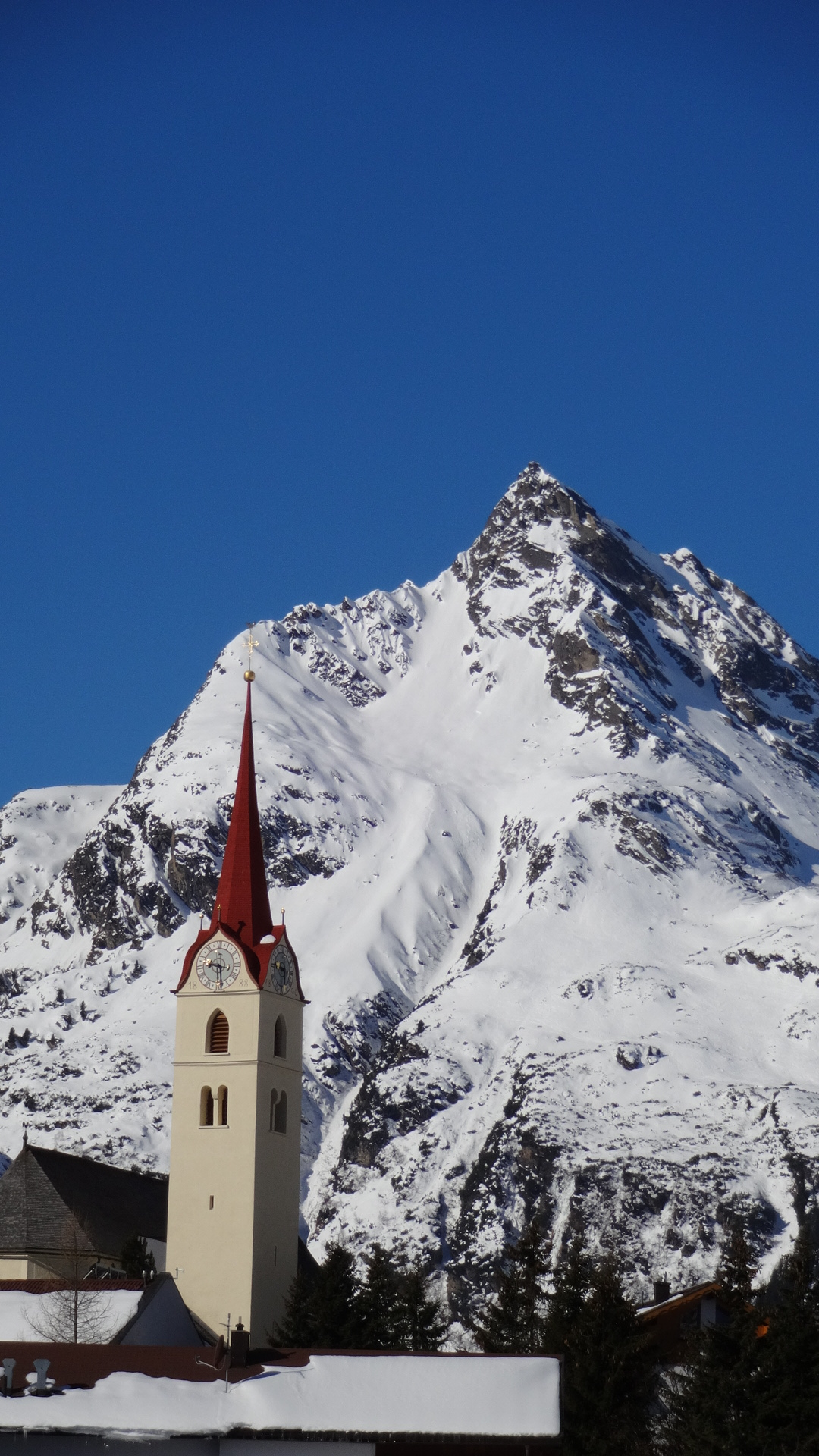
Kościół pw. Narodzenia Maryi (Mariä Geburt)

Galtür leży w sercu masywu górskiego Silvretty, pośród alpejskich trzytysięczników. Sezon zimowy trwa od początku grudnia do pierwszych dni maja. Najpopularniejszymi formami turystyki zimowej w gminie są narciarstwo, zimowe wędrówki i kuligi. W Galtür znajduje się dziesięć wyciągów i 40 kilometrów zjazdowych tras narciarskich (w tym cztery kilometry oznaczonych kolorem niebieskim, 24 km – czerwonym i dwanaście kilometrów – czarnym) na wysokości od 1635 do 2297 m n.p.m. Miejscowość oferuje również możliwości uprawiania m.in. snowboardingu i narciarstwa alpejskiego.
Latem miejscowość oferuje 250 kilometrów tras górskich wędrówek oraz 36 oznaczonych tras rowerowych, istnieje również możliwość uprawiania kajakarstwa i raftingu. W miejscowości i okolicach działa Kulinarny Szlak św. Jakuba, na którym menu złożone z regionalnych dań i miejscowych produktów jest dostępne w czterech wybranych schroniskach.